# Amt Burg (Spreewald)
Het Amt Burg (Spreewald) (Nedersorbisch: Amt Bórkowy (Błota)) is een samenwerkingsverband van zes gemeenten in het Landkreis Spree-Neiße in de Duitse deelstaat Brandenburg. Het amt telt 9.059 inwoners. Het bestuurscentrum is gevestigd in Burg.

## Gemeenten
Het amt omvat de volgende gemeenten:
1. Briesen ↔ Brjazyna (826)
2. Burg (Spreewald) ↔ Bórkowy (Błota) (4.573)
3. Dissen-Striesow ↔ Dešno-Strjažow (1.084)
4. Guhrow ↔ Góry (598)
5. Schmogrow-Fehrow ↔ Smogorjow-Prjawoz (972)
6. Werben ↔ Wjerbno (1.842)